# OK Connery
OK Connery is een Italiaanse film uit 1967, geregisseerd door Alberto De Martino. De film was bedoeld als parodie op de James Bondfilmserie. De film staat ook bekend onder de titels Operation Kid Brother, Operation Double 007 en Secret Agent 00.

## Verhaal
De kwaadaardige organisatie Thanatos wil de wereld overnemen met behulp van een magnetische golfgenerator die alle van metaal gemaakte machines stil kan leggen. De Britse geheime dienst wil dit uiteraard voorkomen, maar hun beste agent is op dat moment niet beschikbaar. Daarom wordt zijn jongere broer op de zaak gezet. Deze is echter nooit getraind tot agent. Hij wordt bijgestaan door een wereldberoemde plastisch chirurg, hypnotiseur en liplezer.

## Cast
| Acteur             | Personage            |
| ------------------ | -------------------- |
| Neil Connery       | Dr. Neil Connery     |
| Daniela Bianchi    | Maya Rafis           |
| Adolfo Celi        | Mr. Thai - 'Beta'    |
| Agata Flori        | Mildred              |
| Bernard Lee        | Commander Cunningham |
| Anthony Dawson     | Alpha                |
| Lois Maxwell       | Miss Maxwell         |
| Yachuco Yama       | Miss Yashuko         |
| Franco Giacobini   | Juan                 |
| Ana María Noé      | Lotte Krayendorf     |
| Guido Lollobrigida | Kurt                 |
| Francesco Tensi    | Auctioneer           |

## Achtergrond
Neil Connery, die de hoofdrol vertolkt in de film, is in werkelijkheid de jongere broer van Sean Connery, die toen de film uitkwam de vaste acteur van het personage James Bond was. Daarnaast werden andere acteurs ingehuurd die in de Bondfilms hadden meegespeeld. In deze film speelden ze soortgelijke personages.
OK Connery werd oorspronkelijk gemaakt om in te spelen op de spionnenrage van de jaren 60, die vooral werd veroorzaakt door de James Bondfilms. De film zelf was echter geen groot succes. Hij werd zelfs bespot in de cultserie Mystery Science Theater 3000 onder de titel Operation Double 007. De film is ook nooit officieel uitgebracht op dvd.